# Kalevi Louhivuori
Jorma Kalevi „Kale“ Louhivuori (* 1984 in Orivesi) ist ein finnischer Jazzmusiker (Trompete, Komposition). Er gilt als eine der Schlüsselfiguren der mittleren Generation finnischer Jazzmusiker.

## Leben und Wirken
Louhivuori, der in Jyväskylä in einer Musikerfamilie aufwuchs, begann mit neun Jahren Schlagzeug zu spielen. Als Jugendlicher schenkte ihm seine Mutter eine Trompete, die er einige Jahre später lernte. Sein älterer Bruder Olavi brachte ihn zum Jazz, weil er mit dessen Trio regelmäßig bei Jam-Sessions auftreten konnte.
2006 wurde er mit dem Sun Trio, das er mit seinem Bruder Olavi Louhivuori (Schlagzeug) und dem Bassisten Antti Lötjönen bildete, international bekannt; dem Debütalbum Time Is Now folgten weitere Alben bei CAM Jazz. Weiterhin leitet er das Septett The Northern Governors, das 2012 sein Debütalbum This Is the Northern Governors bei Blue Note Records veröffentlichte, und das Kalevi Louhivuori Quintet (Allmost American Standards, 2016). Des Weiteren arbeitete er mit dem UMO Jazz Orchestra, mit Lionel Beuvens und bei Big Blue, Hanne Pulli Space Machine, Elektro GT, Fredator, Mighty Mighty, Ricky-Tick Big Band, The Great Helsinki Swing Big Band und Kaira. Er tourte weltweit.
Ferner ist Louhivuori mit Musikern wie Dave Liebman, Al Foster, Hugh Masekela oder Bob Mintzer aufgetreten. Auch gründete er das Label jkl; seine Aktivitäten beschränken sich nicht auf den Jazz; er ist auch in Pop und Funk hervorgetreten.
Louhivuoris Komposition Kalen Vala wurde beim offiziellen Galakonzert zum 100-jährigen Bestehen Finnlands 2017 aufgeführt und landesweit übertragen.

## Preise und Auszeichnungen
Louhivuori gewann mit dem Sun Trio 2006 den Wettbewerb Young Nordic Jazz Comets. Im selben Jahr errang er den Zweiten Preis beim Komponistenwettbewerb in Monaco. Sein Musikvideo Countless Ways (Regie Zero Tuonela) kam auf den ersten Preis beim International Independent New York Film Festival. Als Trompeter erhielt er 2009 bei der Carmine Caruso International Jazz Trumpet Competition in Louisville den zweiten Platz und 2011 bei der Nömme Jazz International Jazz Trumpet Competition den ersten Preis. 2012 wurde er mit dem UMO Talent Award ausgezeichnet.